# Crocota quadripunctaria
Crocota quadripunctaria là một loài bướm đêm trong họ Geometridae.